# Elloe Kaifi
Elloe Kaifi è un personaggio dei fumetti creata da Greg Pak (testi) e Carlo Pagulayan (disegni), pubblicato dalla Marvel Comics. È comparsa per la prima volta in The Incredibile Hulk (terza serie) n. 92 (aprile 2006), durante la saga Planet Hulk.

## Storia
Elloe Kaifi è la figlia di un nobile di Sakaar, accusato di aver cospirato contro il Re Rosso e condannato a diventare un gladiatore, insieme alla figlia, è proprio nella Fauce, la scuola di addestramento per gladiatori, che incontrerà per la prima volta Hulk.

## Planet Hulk
Elloe, suo padre e Lavin Skee, ovvero la sua guardia del corpo, vengono spediti alla Fauce, la terribile scuola per gladiatori di Sakaar, il padre viene ucciso immediatamente dall'istruttore perché si era rifiutato di diventare un gladiatore, ai gladiatori rimanenti vengono date delle armi e gli viene detto di uccidersi a vicenda, i sopravvissuti sono Elloe, Lavin Skee, Hulk, Hiroim, Korg, Miek e Senza nome della Covata, insieme fondano i Fratelli di guerra e diventano celebri gladiatori, durante un banchetto in onore di una loro ennesima vittoria nell'arena, un gruppo di rivoluzionari ribelli che volevano rovesciare il Re Rosso, fa irruzione nella sala e chiede ad Hulk e ai suoi di venire a combattere con loro, Elloe accetta con gioia ma Hulk, sorprendentemente, rifiuta; quando la frorza d'èlite del Re Rosso, le Teste di Morto, riprendono il controllo della situazione, uccidono i dissidenti e arrestano Elloe, proprio in quel momento sopraggiunge Lavin Skee che, scoprendo quello che è successo, si rammarica profondamente per non essere riuscito a salvare Elloe, quando i Fratelli di guerra sono a un passo dalla libertà, vengono obbligati ad uccidere Elloe per essere liberi, Silver Surfer, tuttavia, distrugge i dischi d'obbedienza di Hulk e dei suoi compagni e gli permette di fuggire insieme ad Elloe; nelle fasi finali della guerra contro il Re Rosso, Elloe si fa prendere dalla foga e guida un attacco frontale contro il Re, quest'ultimo sta per ucciderla ma Hulk la salva, durante i combattimenti nella capitale, Elloe, trova sua madre all'interno di un tempio, che, circondata da un contingente di soldati sta combattendo contro Miek e parte dell'esercito di Hulk, Elloe vuole che sua madre sia risparmiata e questo la porta a scontrarsi contro Miek, tuttavia Hulk interrompe il combattimento. Durante la distruzione e il collasso di Sakaar, Elloe riuscirà a salvarsi insieme ad Hulk e ai Fratelli di guerra.

## World War Hulk
Elloe giunge sulla Terra, insieme ai Fratelli di guerra, per aiutare Hulk contro i Nuovi Vendicatori e i Potenti Vendicatori, Elloe, con apparente facilità, sconfigge Uomo Ragno, dopodiché si reca con Hiroim al Sancta Sactorum del Dottor Strange, lì viene assalita da Ronin e da Echo, Elloe spezza le loro spade e li sconfigge con noncuranza, dopo che Sentry sconfigge Hulk, Elloe, viene arrestata dallo S.H.I.E.L.D., insieme al resto dei Fratelli di guerra.

## Poteri e abilità
Elloe, nel corso della guerra contro il Re Rosso, ha affinato le sue doti da combattente, è in grado di utilizzare con precisione e maestria qualsiasi genere di arma bianca, si è dimostrata abile nel combattimento corpo a corpo e, durante la saga di World War Hulk indossa un'armatura resistentissima che gli dona una maggiore forza e resistenza fisica.